# NGC 5474

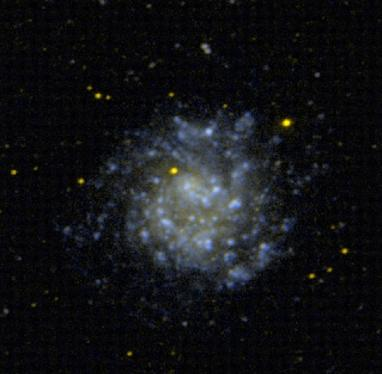

NGC 5474 è una galassia nana peculiare situata nella costellazione dell'Orsa Maggiore. Si tratta di una delle tante galassie satelliti che accompagnano la Galassia Girandola e tra queste è la più vicina alla M101.
A causa della sua vicinanza alla galassia maggiore, NGC 5474 ha subito un'interazione gravitazionale che ne ha fortemente distorto la forma. In conseguenza a ciò, il nucleo galattico è disassato rispetto al disco, mentre la formazione stellare, molto attiva, avviene al di fuori del nucleo stesso. NGC 5474 mostra anche delle caratteristiche tipiche di galassia spirale e a causa di questo è classificata a volte anche come galassia nana a spirale.